# Friedrich Hild (Byzantinist)
Friedrich Hild (* 1941) ist ein österreichischer Byzantinist.
Friedrich Hild studierte von 1960 bis 1968 an der Universität Wien Klassische Philologie, Alte Geschichte, antike Numismatik und Byzantinistik. Nach der Promotion zum Dr. phil. in Alter Geschichte war er ab 1969 Wissenschaftlicher Mitarbeiter am Forschungsprojekt Tabula Imperii Byzantini (TIB) der Österreichischen Akademie der Wissenschaften zur historischen Geographie des byzantinischen Reiches. Von 1977 bis 1987 war er stellvertretender Vorsitzender der TIB. 1976 bis 1986 war er Sekretär und Schatzmeister, 1987 bis 1996 Schatzmeister der Österreichischen Byzantinischen Gesellschaft. Seit seiner Emeritierung 2007 ist er als ehrenamtlicher Wissenschaftler bei der TIB tätig.
Hilds Forschungsschwerpunkte sind Alte und Byzantinische Geschichte, Archäologie in Anatolien, Historische Geographie und Kartografie des Mittelmeerraums.

## Schriften (Auswahl)
- mit Johannes Koder: Hellas und Thessalia (= Tabula Imperii Byzantini. Band 1). Verlag der Österreichischen Akademie der Wissenschaften, Wien 1976, ISBN 3-7001-0182-1.
- Das byzantinische Strassensystem in Kappadokien (= Veröffentlichungen der Kommission für die Tabula Imperii Byzantini. Band 2). Verlag der Österreichischen Akademie der Wissenschaften, Wien 1977, ISBN 3-7001-0168-6.
- mit Marcell Restle: Kappadokien (Kappadokia, Charsianon, Sebasteia und Lykandos) (= Tabula Imperii Byzantini. Band 2). Verlag der Österreichischen Akademie der Wissenschaften, Wien 1981, ISBN 3-7001-0401-4.
- mit Hansgerd Hellenkemper: Neue Forschungen in Kilikien (= Veröffentlichungen der Kommission für die Tabula Imperii Byzantini. Band 4). Verlag der Österreichischen Akademie der Wissenschaften, Wien 1986, ISBN 3-7001-0771-4.
- mit Hansgerd Hellenkemper: Kilikien und Isaurien (= Tabula Imperii Byzantini. Band 5). Verlag der Österreichischen Akademie der Wissenschaften, Wien 1990, ISBN 3-7001-1811-2.
- mit Hansgerd Hellenkemper: Lykien und Pamphylien (= Tabula Imperii Byzantini. Band 8). Verlag der Österreichischen Akademie der Wissenschaften, Wien 2004, ISBN 3-7001-3280-8.
- Meilensteine, Strassen und das Verkehrsnetz der Provinz Karia (= Veröffentlichungen zur Byzanzforschung. Band 33). Verlag der Österreichischen Akademie der Wissenschaften, Wien 2014, ISBN 978-3-7001-7435-6.
- Karien in Portulanen und Portulankarten von der Antike bis in die frühosmanische Zeit (= Veröffentlichungen zur Byzanzforschung. Band 43). Verlag der Österreichischen Akademie der Wissenschaften, Wien 2019, ISBN 978-3-7001-8225-2.